# Muhammad al-Hajj ad-Dila'i
Muhammad Al-Hajj Ad-Dila'i (en arabe : محمد الحاج الدلائي), né en 987 de l'hégire (1580) à la Zaouïa de Dila et décédé à Fès en 1665, est le chef de la zaouïa de Dila au courant du XVIIe siècle. Entré en rébellion ouverte contre le pouvoir central saâdien dès 1638, il conquiert et gouverne Fès à partir de 1641 et y est proclamé sultan du Maroc en 1659 après la chute de la dynastie saâdienne.
Les Dilaïtes affaiblis au nord face aux troupes du leader guerrier tétouanais Khadir Ghaïlan, après la mort de Muhammad al-Hajj son fils Abdallah ibn Mohammed al-Hajj est renversé en 1667 après la trahison du caïd Abou Abdallah Al Doraidi. Cela a pour conséquence la perte de Fès par la zaouïa et elle sera vaincue définitivement au sud face aux Alaouites du sultan Rachid du Maroc.